# (6767) Shirvindt
(6767) Shirvindt ist ein Asteroid des Hauptgürtels, der am 6. Januar 1983 von der ukrainischen Astronomin Ljudmyla Karatschkina am Krim-Observatorium (IAU-Code 095) in Nautschnyj, etwa 30 km von Simferopol entfernt in der Ukraine entdeckt wurde.
Der Himmelskörper wurde nach dem russischen Schauspieler und Regisseur Alexander Anatoljewitsch Schirwindt (1934–2024) benannt, der seit 1970 am Satiretheater in Moskau war und im Dezember 2000 dessen künstlerischer Leiter wurde.